# 6177 Fécamp
A 6177 Fécamp (ideiglenes jelöléssel (6177) 1986 CE2) (Fécamp) a Naprendszer kisbolygóövében található aszteroida. Henri Debehogne fedezte fel 1986. február 12-én.